# Pseudopallene pachycheira
Pseudopallene pachycheira är en havsspindelart som beskrevs av Haswell, W.A. 1884. Pseudopallene pachycheira ingår i släktet Pseudopallene och familjen Callipallenidae. Inga underarter finns listade i Catalogue of Life.